# Wasserglas

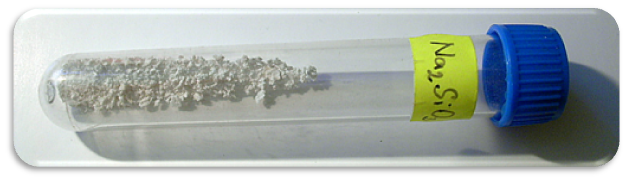
Probe Natriummetasilicat Na_{2}SiO_{3}

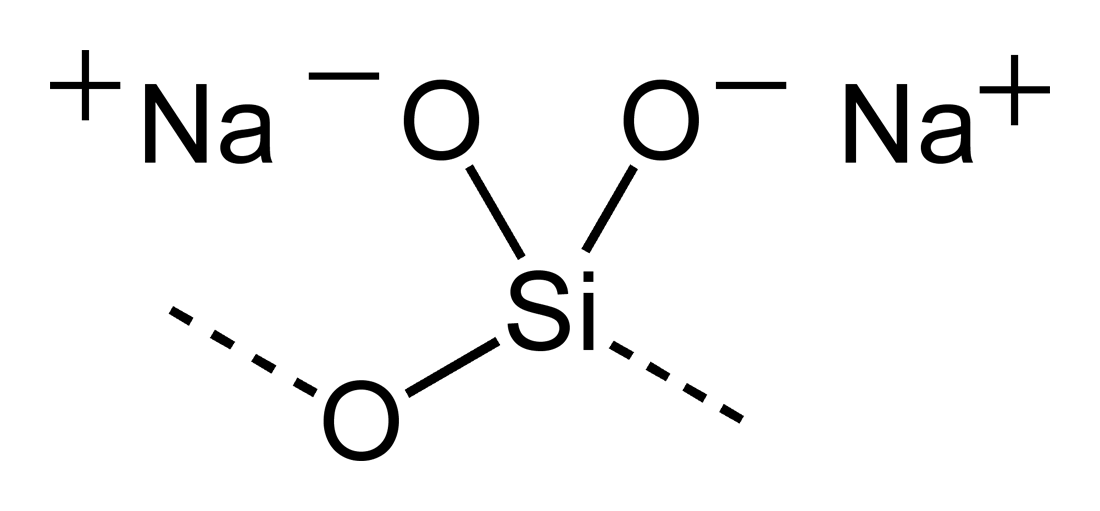
Ausschnitt aus der Kettenstruktur von Natriummetasilicat

Als Wasserglas werden aus einer Schmelze erstarrte glasartige, also amorphe, wasserlösliche Natrium-, Kalium- und Lithiumsilicate oder ihre wässrigen Lösungen bezeichnet. Je nachdem, ob überwiegend Natrium-, Kalium- oder Lithiumsilicate enthalten sind, spricht man von Natriumwasserglas, Kaliumwasserglas oder Lithiumwasserglas.
Die Trocknung einer wässrigen Lösung von Wasserglas beginnt mit der Verdunstung von Wasser und wird gefolgt von der Ausbildung wasserunlöslicher Kieselsäure (Verkieselung). Die Verkieselung von Wasserglas ist irreversibel, das heißt, durch Zugabe von Wasser zur Kieselsäure entsteht nicht wieder Wasserglas.

## Geschichte
Nachdem von Helmont schon 1640 die leichter lösliche Kieselfeuchte entdeckt hatte, wurde das Wasserglas erstmals 1818 durch den Chemiker und Mineralogen Johann Nepomuk von Fuchs hergestellt; Fuchs gab der neuen Verbindung auch ihren Namen. Zusammen mit Franz Xaver Pettenkofer entwickelte er beim Wiederaufbau des 1823 abgebrannten Königlichen Hof- und Nationaltheaters ein Verfahren, mit dem die Entflammbarkeit von Holz herabgesetzt werden sollte. Dabei kamen sie auf die Idee, Dekorationen und Gerüste mit Wasserglas zu überziehen. Später behandelten sie auch bemalte Kulissen mit dem feuerhemmenden Mittel, stellten dabei aber fest, dass dadurch Farbschäden auftraten. Deshalb gingen sie daran, Wasserglas mit anorganischen Farbpigmenten zu mischen. Das neue Malverfahren erhielt später den Namen Stereochromie. „Die ersten größeren Gemälde mit Wasserglasfarben schuf der Kirchen- und Historienmaler Josef Schlotthauer (1789–1869)“. In Gernsheim soll die nach eigenen Angaben älteste Wasserglasfabrik Deutschlands Van Baerle Chem. Fabrik 1838 gegründet worden sein.

## Herstellung
Zur Herstellung fester Wassergläser (Festgläser) werden Gemenge aus Quarzsand und Kaliumcarbonat (für Kaliwasserglas) bzw. Natriumcarbonat (für Natronwasserglas) unter CO2-Entwicklung bei 1100 °C bis 1200 °C verschmolzen:
{\displaystyle \mathrm {M_{2}CO_{3}+{\mathit {n}}\ SiO_{2}\longrightarrow M_{2}O\cdot {\mathit {n}}\ SiO_{2}+CO_{2}\uparrow } } ... (M = Alkalimetall)
Die von der Zusammensetzung der Gemenge abhängige, allgemeine Formel M2O · n SiO2 technisch wichtiger Wassergläser liegt etwa im Bereich zwischen n gleich 1 bis 4. In der Regel werden für ein Wasserglas das Mol- oder Massenverhältnis von SiO2 zu Na2O bzw. SiO2 zu K2O angegeben. Natronwasserglas (siehe auch Natriumsilicate) mit dem Molverhältnis 3,4 bis 3,5 bildet den mengenmäßig wichtigsten Anteil. Die Dichte wird noch häufig in der veralteten Einheit Grad Baumé angegeben.
Das abgekühlte Glas wird zu einem Pulver gemahlen. Daraus wird durch Lösen in Wasser bei hohen Temperaturen (z. B. 150 °C bei 5 bar Druck) flüssiges Wasserglas (Flüssigglas) als klare, kolloide alkalische Lösung oder auch als alkalisches Gel (gallertartige bis feste Masse) gewonnen. Erwerbbare Wasserglas-Lösungen haben einen pH-Wert von etwa 11.

## Verwendung
Zur Anwendung kommt meist flüssiges Wasserglas (flüssiges Kalium-/Natriumsilicat, liquid glass, liquor silicium). Natronwasserglas ist nicht für einen dauerhaften Feuchtigkeitsschutz geeignet, weil es sich im Gegensatz zu Kaliwasserglas nach längerer Zeit allmählich auflöst.
In der Keramik dient Wasserglas als Elektrolyt zur Verflüssigung einer keramischen Masse. Benutzt wird es zudem als Klebstoff (z. B. zum Aufkleben der Elfenbeinplatten auf Klaviertasten), als Stabilisator von Bleichflotten in der Textil- und Papierindustrie, als Zusatz in Schweißelektroden, in Waschmitteln, um Bauteile von Waschmaschinen vor Korrosion zu schützen, bei Sol-Gel-Prozessen und als Pflanzenstärkungsmittel in der ökologischen Landwirtschaft. In der Mikrobiologie wird Wasserglas als Ersatz für Agar, der im sauren pH-Bereich hydrolysiert, bei der Herstellung von festen Nährmedien für die Anzucht säureliebender (acidophiler) Bakterien eingesetzt.
Im Bauwesen wird Wasserglas in vielfältiger Weise als Imprägnierungs- und Bindemittel eingesetzt:
- als Bindemittel (z. B. als Kaliumsilikat) für wasserfeste Farben und Beschichtungen (Mineralfarben) von silikathaltigen Untergründen.
- In der Konservierung und Restaurierung von Wandmalereien, Steinskulpturen und -objekten wurde Wasserglas als Festigungsmittel verwendet.
- als Zusatz für Kalkfarben, um deren Haftung sowie Wisch- und Wasserfestigkeit auf silikathaltigen Untergründen zu verbessern
- zur Herstellung einer Antischimmelfarbe, der noch eine fünfprozentige Borax-Lösung hinzugefügt wird
- als Holzschutzmittel und Verringerung der Entzündlichkeit von Bauholz; ein Überstreichen ist im Allgemeinen nach einer Trocknungszeit von zwei bis fünf Tagen möglich
- zur Verfestigung und Abdichtung von Putz und Mauerwerk sowie zur Konservierung und zum Schutz von Natursteinen vor Witterungseinflüssen durch Verkieselung. Je nach Saugfähigkeit des Untergrunds wird es beispielsweise mit zwei Teilen Wasser verdünnt und in einer Menge von ca. 120 bis 380 ml pro Quadratmeter aufgetragen. Aufgrund seiner oftmals geringen Eindringtiefe und der möglichen Bildung von Salzen (Alkalicarbonate in Verbindung mit Kohlendioxid aus der Luft) werden zur Festigung von Naturstein, welcher der Bewitterung oder häufiger Durchfeuchtung ausgesetzt ist, allerdings andere Produkte vorgezogen.
- zum Verschließen der Poren der oberflächennahen Schichten von Estrich und Beton[11] Dabei kann die Verschleißfestigkeit um bis zu 15 % erhöht werden[12], die Staubbildung verringert sich und die kapillare Wasseraufnahme nimmt um rund 80 % ab. Lithium-Wasserglas ist deutlich teurer als Natrium- oder Kaliumwasserglas, hat jedoch folgende Vorteile: Seine Wasserlöslichkeit und Alkalinität sind geringer. Dadurch verringert sich die Wahrscheinlichkeit, dass sich Kieselsäure aus dem Zementleim herauslöst und eine Expansion durch die Bildung von Alkalisilikat oder Calciumsilikathydratgel hervorgerufen wird, welche zur Auflockerung der Oberfläche und Bildung von Rissen führt. Die Viskosität ist geringer, wodurch sich die Eindringtiefe erhöht. Die Silikatstrukturen sind größer und vernetzen sich vollständiger, was die Abdichtung der Betonoberfläche verbessert.[13] Die Reaktion mit Kalkhydrat erfolgt langsamer, wodurch sich das Lithiumwasserglas gleichmäßiger in den Poren verteilen kann.
- zum Kleben von Fliesen an Wände und Kachelöfen; eine Haftfestigkeit kann bereits nach 10 Minuten eintreten
- zur Abdichtung von Deponien und im Untertagebau.

In der Gießereitechnik kann Wasserglas als Bindemittel für Sandformen und Formkerne verwendet werden. Dabei wird die Aushärtung oft durch Begasung mit Kohlendioxid beschleunigt.
In der Zahntechnik findet Wasserglas als Bindemittel Anwendung bei der Herstellung von Feineinbettmassen zum Gießen von Modellgussprothesen.
In der Medizin wurde Wasserglas auf die Bandage aufgetragen, um einen Stützverband herzustellen. Dieser Wasserglasverband ist heute nicht mehr üblich und wurde durch Gips- und Zinkleim- oder Castverbände ersetzt.
Im Haushalt kann Wasserglas zum Abdichten von Vasen und Töpferwaren und als Kleber für Papier auf Metall und Glas verwendet werden.
Eine vor der Verbreitung von Kühlschränken gebräuchliche Konservierungsmethode, z. B. zum Einlegen von Eiern, beruht ebenfalls auf Wasserglas: Man rührt eine gewisse Menge der Alkalisilicatlösung in Wasser (meist 1 Teil Wasserglas auf 9 Teile Wasser) und schlägt die Mischung mit einem Schneebesen auf. Nach einer Weile wird die Lösung dann gallertartig/halbfest. In diese Lösung werden die gereinigten Eier eingelegt. Die Wirkung dieser Konservierungsmethode basiert darauf, dass die Poren der Eierschale aufgefüllt werden, so dass das Ei vor dem Eindringen von Wasser, Luft und Mikroorganismen geschützt ist.
Wasserglas (vor allem als Natriumsilicat) kann verwendet werden, um „magische Kristallgärten“ zu erzeugen. Dazu wird Wasserglas mit verschiedenen Metallsalzkristallen vermischt. In der Folge wachsen farbige, stängelartige Gebilde aus den Kristallen heraus. Chemisch gesehen ist dies eine Folge der Polymerisation der Natriumsilicationen unter Einfluss der als Lewissäuren dienenden Metallionen; die Farbe der Gebilde entsteht durch die Substitution der Natriumionen durch andere Metallionen. Die farbigen Fortsätze können sowohl stalaktit- als auch stalagmitähnlich sein, abhängig davon, ob die Kristalle nach unten sinken, oder auf der Oberfläche schweben. Dazu ist zu bemerken, dass die Gebilde nur ihrer Form nach grob an die angegebenen Tropfsteinformationen erinnern und dass die Verteilung (oben/unten) vertauscht ist. Das Wachstum dieser Strukturen nach oben entsteht dadurch, dass das Polymer wie eine semipermeable Membran wirkt, die die hochkonzentrierte Metallsalzlösung einschließt; das Wachstum entsteht dementsprechend durch ein kontinuierliches Aufreißen dieser Membran an der Stelle, wo sie am dünnsten ist (oben).
In den USA wird die Chemikalie benutzt, um zu verschrottende Verbrennungsmotoren vor Inanspruchnahme einer staatlichen Verschrottungsprämie tatsächlich nachweislich unbrauchbar zu machen (Verschrottungspflicht). Dies geschieht, indem das Motoröl durch eine wässrige Natriumsilicatlösung ersetzt wird.
Wasserglas ist ein Bestandteil der sogenannten Einrauchpaste, mit der die Kopfbohrung vieler Tabakspfeifen aus Bruyère ausgekleidet wird, um das Holz beim ersten Rauchen zu schützen.
Im April 2011 wurde ein Abdichtmittel auf Wasserglas-Basis zum Verschließen eines Lecks am havarierten japanischen Kernkraftwerk Fukushima I verwendet, aus dem hoch kontaminiertes Wasser ins Meer austrat.